# 蔡思平
蔡思平（1965年3月—），男，中华人民共和国外交官，曾任中华人民共和国驻阿德莱德总领事。

## 生平
1985年，进入中华人民共和国外交部工作，先后在外交部财务司、驻埃塞俄比亚大使馆、驻奥克兰总领事馆任职。1995年，任外交部财务司副处长，后升处长、参赞、副司长（正司级干部）。2013年10月，任外交部驻澳门特派员公署副特派员。2017年7月，出任中华人民共和国驻阿德莱德总领事。2018年3月，自驻阿德莱德总领事离任。